# Cuộc phản công Bougainville
- Bản mẫu:Campaignbox Bougainville
- Bản mẫu:Campaignbox South West Pacific theatre

Cuộc phản công Bougainville, còn được gọi là Trận Torokina lần thứ hai, là một sự kiện lịch sử trong Thế chiến II, khi Nhật Bản thực hiện một cuộc tấn công không thành công vào căn cứ của quân Đồng minh tại Mũi Torokina trên đảo Bougainville, trong Mặt trận Thái Bình Dương.Cuộc tấn công này được Nhật Bản chuẩn bị trong nhiều tháng và bắt đầu vào ngày 8 tháng 3 năm 1944. Tuy nhiên, kế hoạch của họ đã bị cản trở bởi thông tin tình báo không chính xác và kế hoạch kém, dẫn đến thất bại nặng nề trong các cuộc giao tranh kéo dài đến ngày 25 tháng 3.Lực lượng Lục quân Hoa Kỳ đã phản ứng kịp thời và đẩy lùi cuộc tấn công của Nhật Bản bằng những người bảo vệ Đồng minh được chuẩn bị tốt hơn rất nhiều so với lực lượng Nhật Bản. Tổn thất của quân Đồng minh là nhẹ, trong khi người Nhật chịu thương vong nặng nề.
Cuộc tấn công vào bãi biển của Đồng minh đã là một trong những sự kiện quan trọng trong Chiến tranh Thế giới thứ hai. Nhật Bản lên kế hoạch tấn công bãi biển này với mục tiêu tiêu diệt ba sân bay chiến lược quan trọng của Đồng minh. Tuy nhiên, lực lượng của Nhật Bản đã bị đánh giá sai khi họ nghĩ rằng mình có thể đánh bại các đơn vị quân đội của Đồng minh.Đồng minh đã phát hiện ra kế hoạch tấn công của Nhật Bản ngay sau khi họ bắt đầu chuẩn bị vào đầu năm 1944. Họ đã củng cố hệ thống phòng thủ của căn cứ để chống lại cuộc tấn công này. Dù cho đã có cuộc giao tranh dữ dội cho một số vị trí, không ai trong số ba lực lượng của Nhật Bản đã thể xâm nhập sâu vào vành đai đồng minh.
Cuộc phản công Bougainville được xem là cuộc tấn công lớn cuối cùng của Nhật Bản trong Chiến dịch quần đảo Solomon. Sau trận chiến này, lực lượng của Nhật Bản đã rút khỏi khu vực vịnh Hoàng hậu Augusta và chỉ có giao tranh hạn chế diễn ra cho đến cuối năm 1944. Khi đó, quân đội Úc đã tiếp quản từ tay người Mỹ và bắt đầu thực hiện một loạt các cuộc tiến công trên khắp hòn đảo cho đến khi kết thúc chiến tranh vào tháng 1945.Cuộc tấn công Bougainville đã diễn ra trong tháng 10 năm 1943 và kéo dài đến tháng 2 năm 1944. Nó là một trong những trận đánh ác liệt nhất của Chiến dịch quần đảo Solomon và đã gây ra nhiều thiệt hại lớn cho cả hai bên. Tuy nhiên, cuối cùng, lực lượng của Nhật Bản đã bị đánh bại và buộc phải rút khỏi khu vực.Sau cuộc tấn công này, quân đội của Mỹ đã chuyển giao quyền kiểm soát đến quân đội Úc. Họ đã bắt đầu tiến hành một loạt các cuộc tiến công trên khắp hòn đảo, chinh phục từng vùng đất một. Cuối cùng, họ đã đánh bại lực lượng Nhật Bản và giành chiến thắng trong Chiến dịch quần đảo Solomon.

## Bối cảnh
Bougainville là một hòn đảo nằm ở phía tây bắc của quần đảo Solomon, có diện tích dài 125 dặm (201 km) và rộng 38 dặm (61 km) tại điểm rộng nhất của nó. Hòn đảo có hình dạng gần giống như một cây đàn fiddle với hai dãy núi chiếm đa số diện tích, được bao phủ bởi các khu rừng nhiệt đới trên núi. Các đồng bằng ven biển đầm lầy và phần lớn được bao phủ bởi rừng ngập mặn và rừng mưa nhiệt đới vùng đất thấp. Khí hậu ở Bougainville là nhiệt đới, với mưa lớn là phổ biến vào mọi thời điểm trong năm, tạo ra vùng sinh thái rừng mưa Quần đảo Solomon.
Bougainville có hai ngọn núi lửa đang hoạt động và được coi là một trong những khu vực núi lửa quan trọng nhất trên Thái Bình Dương. Trong Thế chiến II, hầu hết dân số Bougainville khoảng 50.000 người sống trong các khu định cư nhỏ ở phía bắc hòn đảo và dọc theo bờ biển phía đông bắc của nó. Khu vực trong và xung quanh chu vi nước Mỹ vào tháng 8 năm 1944 có dân cư ít.